# Каягога (округ)
Шаблон:StateAbbr_ 41°32′ пн. ш. 81°40′ зх. д. / 41.54° пн. ш. 81.66° зх. д.
Округ Каягоґа(англ. Cuyahoga County) — округ (графство) у штаті Огайо, США. Ідентифікатор округу 39035.

## Географія
За даними Бюро перепису США, загальна площа округу дорівнює 3 226,081 кв.км., з яких 1 184,123 кв.км. суша і 2 041,958 км² або 63,30 % це водойми.

## Історія
Округ утворений 1808 року.

## Демографія
За даними перепису
2000 року

Населення округу

загальне населення округу становило 1393978 осіб, зокрема міського населення було 1383400, а сільського — 10578.
Серед мешканців округу чоловіків було 658481, а жінок — 735497. В окрузі було 571457 домогосподарств, 354615 родин, які мешкали в 616903 будинках.
Середній розмір родини становив 3,06.
Расовий склад населення: білі — 63,60 %,
афроамериканці — 29,70 %,
корінні американці (індіанці) — 0,20 %,
азіати — 2,60 %,
гавайці — 0,90 %,
представники інших рас — 0,70 %,
представники двох або більше рас — 0,30 %.
Іспаномовні становили 4,80 % населення незалежно від раси.
Віковий розподіл населення поданий у таблиці:
| Стать    | До 15 років | 15-21 | 22-29 | 30-39  | 40-49  | 50-65  | 65-85  | Понад 85 |
| -------- | ----------- | ----- | ----- | ------ | ------ | ------ | ------ | -------- |
| Чоловіки | 148721      | 60894 | 65820 | 98682  | 102675 | 96543  | 77545  | 7601     |
| Жінки    | 142882      | 59850 | 72093 | 105941 | 110809 | 111907 | 112251 | 19764    |

## Суміжні округи
- Лейк — північний схід
- Ґоґа — схід
- Самміт — південний схід
- Портадж — південний схід
- Медіна — південний захід
- Лорейн — захід